# Croce d’Aune
Der Croce d'Aune ist ein 1015 m s.l.m. hoher Gebirgspass in den Dolomiten Italiens. Er liegt beim gleichnamigen Ort in der Gemeinde Sovramonte zwischen Aune und Pedavena in der Provinz Belluno.
Zum Croce d'Aune ist die Anfahrt auf drei Straßen möglich. Im Westen beginnt sie an der Brücke über den Cismon bei den Ortschaften Oltra und Gorna und ist etwa 11,5 km lang. Ausgangsorte im Osten sind Feltre mit 10,5 km und Pedavena mit 8,6 km Weglänge. Die dritte Anfahrtsmöglichkeit im Südwesten liegt an einer südlicheren Brücke über den Cismon und führt im Verlauf von circa 14,5 km über einen mit 1120 m s.l.m. höher gelegenen Punkt als der Pass.
Bekannt wurde der Pass durch Tullio Campagnolo, der dort die Idee zur Erfindung des Fahrrad-Schnellspanners entwickelte.